# Symphony Masses: Ho Drakon Ho Megas
Symphony Masses: Ho Drakon Ho Megas treći je studijski album švedskog metal-sastava Therion. Diskografska kuća Megarock Records objavila ga je u travnju 1993. Album je remasteriran i objavljen kao dio box seta Nuclear Blasta The Early Chapters of Revelation iz 2000.

## Etimologija
Na starogrčkom Ho Drakon Ho Megas znači "Veliki zmaj". Izgovaranje Ho Drakon Ho Megas obično se koristi na kraju ceremonija i rituala kada se priziva drakonska sila u magičnom redu Dragon Rouge, u kojem je šef skupine Christofer Johnsson bio član.

## Pozadina
Active Records, Therionova diskografska kuća, odlučila je smanjiti svoje poslovanje, stoga je sastav odlučio izdavati s Megarock Recordsom. Sastav je snimao album od prosinca 1992. do siječnja 1993. u studiju Montezuma u Stockholmu, Švedska, uz pomoć inženjera zvuka Rexa Gissléna. Symphony Masses: Ho Drakon Ho Megas objavljen je u izmijenjenoj postavi; ostao je samo Christofer Johnsson. Tijekom turneje Beyond Sanctorum sastav je naišao na nekoliko kadrovskih problema. Oskar Forss je odlučio napustiti Therion, Peter Hansson je napustio sastav nakon zdravstvenih problema. Piotr Wawrzeniuk, iz sastava Carbonized u kojem je svirao i Johnsson, preuzeo je dužnost bubnjara. Gitaru je preuzeo Magnus Barthelsson, Johnssonov stari školski prijatelj, dok je Andreas Wahl preuzeo bas.

## Pjesme
Pjesma "A Black Rose" pojavila je u DVD kompilaciju Nuclear Blasta Death...Is Just the Beginning Classics objavljen 25. ožujka 2002.

## Popis pjesama
| 1.    | »Baal Religion«                                    | 2:13 |
| 2.    | »Dark Princess Naamah«                             | 4:20 |
| 3.    | »A Black Rose (Covered with Tears, Blood and Ice)« | 4:02 |
| 4.    | »Symphoni Drakonis Inferni«                        | 2:35 |
| 5.    | »Dawn of Perishness«                               | 5:53 |
| 6.    | »The Eye of Eclipse«                               | 5:02 |
| 7.    | »The Ritualdance of Yezidis«                       | 2:11 |
| 8.    | »Powerdance«                                       | 3:08 |
| 9.    | »Procreation of Eternity«                          | 4:07 |
| 10.   | »Ho Drakon Ho Megas (Act 1: The Dragon Throne)«    | 1:26 |
| 11.   | »Ho Drakon Ho Megas (Act 2: Fire and Ecstasy)«     | 2:52 |
| 37:49 |                                                    |      |

## Recenzije
Symphony Masses: Ho Drakon Ho Megas dobio je uglavnom vrlo pozitivne recenzije. Dobio je 4 od 5 zvjezdice od Allmusica za pjesme "Dark Princess Naamah", "Dawn of Perishness" i "Ho Drakon Ho Megas: The Dragon Throne/Fire and Ecstacy".

## Zasluge
| Therion - Christofer Johnsson – vokal, gitara, klavijature, produkcija - Magnus Barthelson – gitara - Andreas Wallan Wahl – bas-gitara - Piotr Wawrzeniuk – bubnjevi | Ostalo osoblje - Rex Gisslén – produkcija, inženjer zvuka - Mikael P. Eriksson – fotografije, dizajn - Kristian Wåhlin – naslovnica albuma - Helena Germalm – asistent inženjera zvuka |